# Turangalîla-Symphonie
Turangalîla-Symphonie – ogromnych rozmiarów utwór orkiestrowy skomponowany przez Oliviera Messiaena; powstał w latach 1946–1948 na zamówienie Siergieja Kusewickiego dla Bostońskiej Orkiestry Symfonicznej. Premiera odbyła się 2 grudnia 1949 roku w Bostonie w wykonaniu tej właśnie orkiestry pod dyrekcją Leonarda Bernsteina. Zamówienie nie określało czasu trwania utworu, obsady instrumentalnej orkiestry ani stylu utworu – co zostało pozostawione decyzji kompozytora.
Kusewicki zamierzał dyrygować utworem podczas premiery, ale zachorował. Yvonne Loriod, która została później drugą żoną kompozytora, wykonywała partię fortepianu, Ginette Martenot realizowała partię fal Martenota. Od roku 1953 na falach Martenota grała najczęściej Jeanne Loriod, siostra Yvonne Loriod.

## Koncepcja

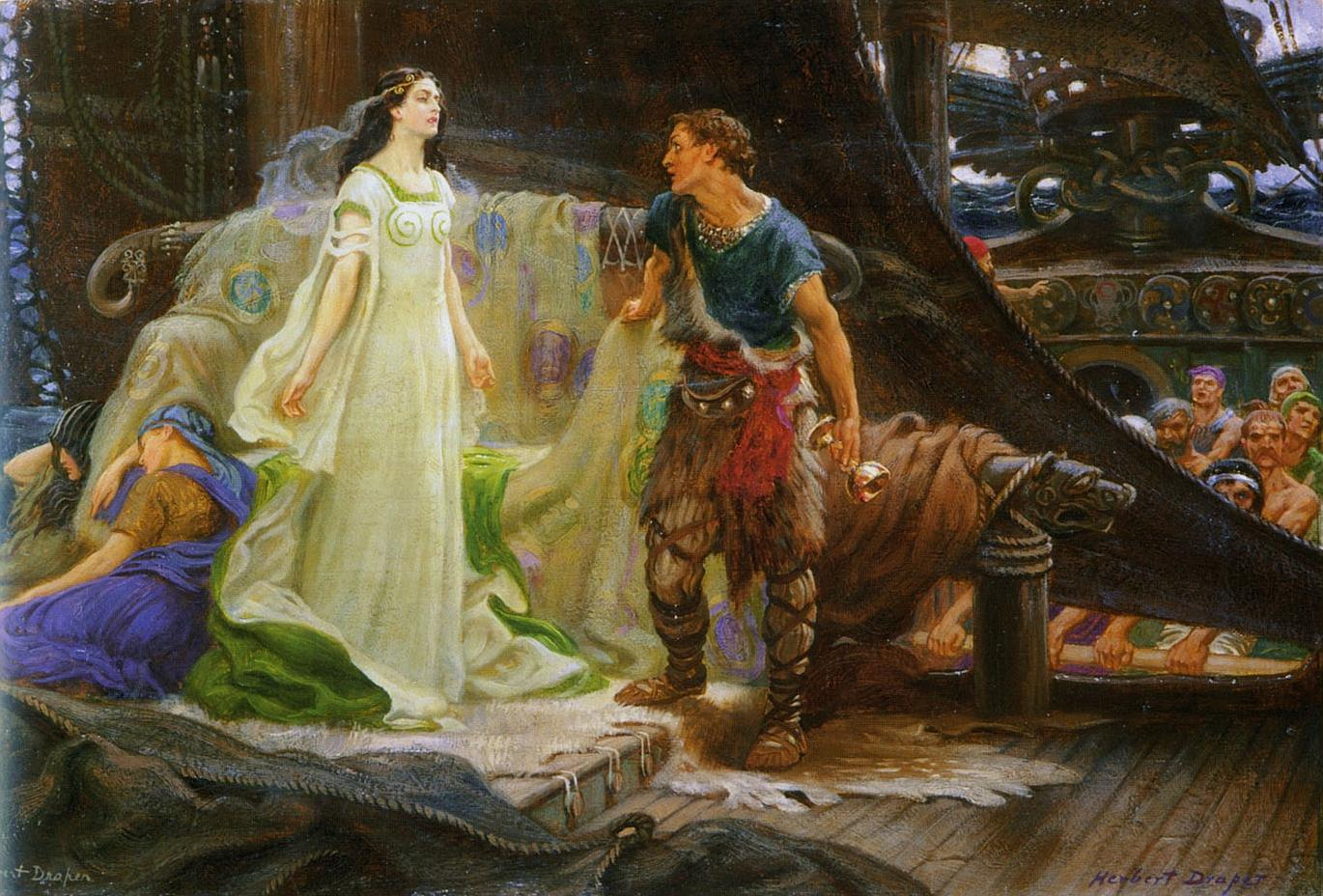
Tristan i Izolda, obraz Herberta Jamesa Drapera

Podczas gdy większość utworów Messiaena dotyczy motywów religijnych, inspiracją dla tej symfonii był mit o Tristanie i Izoldzie. Turangalîla stanowi centralny element tryptyku kompozycji skoncentrowanych wokół tematyki romantycznej miłości i śmierci (pozostałe utwory tego rodzaju to Harawi na sopran i fortepian oraz Cinq rechants na chór).
Utwór podczas standardowego wykonania koncertowego osiąga czas trwania bliski 80 minutom. Kiedy zapytano Messiaena o czas trwania 10 części tej symfonii oraz o zastosowanie fal Martenota odpowiedział: "To o miłości".
Tytuł utworu i jego części powstały później. Pochodzą z sanskrytu – turanga i lîla oznaczają pieśń miłosną i hymn radości, czasu, ruchu, rytmu, życia i śmierci.
Messiaen dokonał rewizji dzieła w roku 1990.

## Instrumentarium
- Fortepian solo i fale Martenota,
- Instrumenty dęte drewniane:  piccolo, 2 flety, 2 oboje, rożek angielski, 2 klarnety, klarnet basowy, 3 fagoty;
- instrumenty dęte blaszane:  4 rogi, 3 trąbki, 1 trąbka w stroju D, kornet, 3 puzony, 1 tuba;
- od 8 do 10 instrumentów perkusyjnych:  wibrafon, glockenspiele, trójkąt, temple blocki(inne języki) i wood blocki(inne języki), tam tam, tamburyn, marakasy, werbel, instrumenty prowansalskie i dzwony rurowe.
- czelesta, sekcja instrumentów strunowych – 32 skrzypiec, 14 altówek, 12 wiolonczel i 10 kontrabasów.

Partia fortepianu zawiera kilka solowych kadencji.

## Tematy utworu
Podczas pisania utworu Messiaen wskazał na 4 tematy, które wykorzystuje w kompozycji.
Realizowany przez puzony i tubę temat posągu. Przedstawia przytłaczające, brutalne starożytne pomniki meksykańskie budzące strach. Wykonywane w tempie pesante (wolnym).
Temat kwiatów. Realizowany przez dwa klarnety.
Najważniejszy temat, temat miłości. Pojawia się w różnych wariantach – w partii instrumentów smyczkowych w części 6 i w pełnej orkiestrowej obsadzie w finale utworu.
Prosty łańcuch akordów, zastosowany dla stworzenia opozycji pomiędzy akordami fortepianu i kontrapunktującej orkiestry.

## Struktura
Dzieło ma 10 części:
1. Introduction. Modéré, un peu vif: Utwór rozpoczyna temat posągu i temat kwiatów. Główny korpus części stanowi ostinatowa struktura. W repryzie pojawia się znowu temat posągu, który zamyka introdukcję.
2. Chant d’amour (Pieśń miłosna) 1. Modéré, lourd: Po atonalnej introdukcji, część ta jest zbudowana z naprzemiennie występujących szybkich i afektowanych tematów zdominowanych przez trąbki oraz łagodny i przyjemny temat fal Martenota.
3. Turangalîla 1. Presque lent, rêveur: W tej części występują trzy tematy: pierwszy rozpoczyna się solem klarnetu, drugi od nisko brzmiących instrumentów dętych blaszanych i strunowych, trzeci to wijący się temat instrumentów dętych drewnianych. Część rozwija się, później tematy częściowo nakładają się na siebie, dodany jest nowy rytm w instrumentach perkusyjnych.
4. Chant d’amour 2. Bien modéré: Rozpoczyna się scherzem na flet piccolo i fagot. Część ta składa się z 9 sekcji. Niektóre przypominają i rozwijają myśli muzyczne występujące wcześniej. Kończy się spokojną codą w a-moll.
5. Joie du Sang des Étoiles (Radość krwi gwiazd). Vif, passionné avec joie: frenetyczny taniec, którego temat jest wariantem tematu posągu. Według Messiaena symbolizuje to połączenie się dwojga kochanków jako transformacja na skalę kosmiczną. Taniec jest przerwany przez druzgocącą kadencję fortepianu, po której następuje orkiestrowa coda.
6. Jardin du Sommeil d’amour (Ogród miłosnego snu). Très modéré, très tendre: Pierwsza pełna interpretacja tematu miłości w smyczkach i falach, której towarzyszy symboliczny śpiew ptaków (w partii fortepianu) i inne orkiestrowe efekty kolorystyczne. Mówi Messiaen: "Dwoje kochanków zamkniętych w miłosnym śnie. Ten krajobraz pochodzi od nich...".
7. Turangalîla 2. Un peu vif, bien modéré: Kompletnie atonalna część ewokująca przerażenie – efekt ten jest wywoływany przez grupę perkusji.
8. Développement d’amour (Rozwój miłości). Bien modéré: Według Messiaena tytuł tej części można odczytywać dwojako. dla kochanków jest straszna: zjednoczeni napojem miłosnym są trapieni przez namiętność wzrastającą do granic możliwości. Muzycznie jest to część zasadnicza dla utworu.
9. Turangalîla 3. Bien modéré: temat jest wprowadzony przez instrumenty dęte drewniane. Pięcioczęściowy zespół perkusyjny wprowadza rytmiczną serię, która nakłada się na temat.
10. Final. Modéré, presque vif, avec une grande joie: Część ujęta w formę sonatową: fanfara instrumentów dętych blaszanych połączona z szybkimi wariacjami na temat miłości rozwijają się i prowadza do długiej cody, finalnej wersji tematu miłości granego fortissimo przez całą orkiestrę. Dzieło kończy się ogromnym akordem Fis-dur. Według Messiaena symbolizującego "chwałę i radość bez końca".

Pierwotny plan kompozytora obejmował symfonię w czterech konwencjonalnych częściach – stanowiły to części 1, 4, 6 i 10. Później dodał części zatytułowane Turangalila, początkowo nazwane tâlas, co oznacza rytmikę utworów w muzyce hinduskiej. Numery 2 i 8 skomponował później, na końcu dodając część nr 5. Początkowo akceptował wykonywanie tylko części 3, 4 i 5 oraz trzech tâlas, lecz później odszedł od tego.

## Nagrania
1. Roger Désormière, Orchestre National de la Radio Télévision Française, Yvonne Loriod (fortepian) i Ginette Martenot (fale Martenota) – INA 1950 live (European premiere, at Aix-en-Provence Festival 25 lipca 1950)
2. Hans Rosbaud, SWF-Sinfonieorchester Baden-Baden, Yvonne Loriod i Ginette Martenot – Wergo 1951
3. Maurice Le Roux, Orchestre National de la RTF, Yvonne Loriod i Jeanne Loriod – Vega/Accord 1961 (nadzorowane przez Messiaena)
4. Jean Fournet, Netherlands Radio Philharmonic, Yvonne Loriod i Jeanne Loriod – Q Disc 1967 live
5. Seiji Ozawa, Toronto Symphony Orchestra, Yvonne Loriod i Jeanne Loriod – RCA 1967
6. André Previn, London Symphony Orchestra, Michel Béroff i Jeanne Loriod – EMI 1977
7. Louis de Froment, Orchestre Symphonique de RTL, Yvonne Loriod i Jeanne Loriod – Forlane 1982 live
8. Esa-Pekka Salonen, Philharmonia Orchestra, Paul Crossley i Tristan Murail – CBS/Sony 1985
9. Simon Rattle, City of Birmingham Symphony Orchestra, Peter Donohoe i Tristan Murail – EMI 1986
10. Myung-Whun Chung, Orchestre de l'Opéra Bastille, Yvonne Loriod i Jeanne Loriod – Deutsche Grammophon 1990
11. Riccardo Chailly, Royal Concertgebouw Orchestra, Jean-Yves Thibaudet i Takashi Harada – Decca 1992
12. Marek Janowski, Orchestre Philharmonique de Radio France, Roger Muraro i Valérie Hartmann-Claverie – RCA 1992
13. Yan Pascal Tortelier, BBC Philharmonic, Howard Shelley i Valérie Hartmann-Claverie – Chandos 1998
14. Hans Vonk(inne języki), Saint Louis Symphony Orchestra, Garrick Ohlsson i Jean Laurendeau – Pentatone 1999 live
15. Antoni Wit,  Narodowa Orkiestra Symfoniczna Polskiego Radia w Katowicach, François Weigel i Thomas Bloch – Naxos 1998
16. Kent Nagano, Berliner Philharmoniker, Pierre-Laurent Aimard i Dominique Kim – Teldec 2000 live
17. Norichika Iimori, Tokyo Symphony Orchestra, Kazuoki Fujii i Takashi Harada – Canyon 2001
18. Ryūsuke Numajiri, Japan Philharmonic Orchestra, Ichiro Nodaira i Takashi Harada – Exton 2002 live
19. Thierry Fischer, BBC National Orchestra of Wales, Roger Muraro i Jacques Tchamkerten – BBC Music 2006 live
20. Hiroyuki Iwaki, Melbourne Symphony Orchestra, Kaori Kimuda i Takashi Harada – ABC Classics 2007 live
21. Sylvain Cambreling, SWR Sinfonieorchester Baden-Baden und Freiburg, Roger Muraro i Valérie Hartmann-Claverie – Hänssler 2008
22. Juanjo Mena, Bergen Philharmonic Orchestra, Steven Osborne, Cynthia Millar – Hyperion 2012
23. Hannu Lintu(inne języki), Finnish Radio Symphony Orchestra (Radion sinfoniaorkesteri), Angela Hewitt i Valérie Hartmann-Claverie – Ondine 2014